# 4303 Савицький
4303 Савицький (4303 Savitskij) — астероїд головного поясу, відкритий 25 вересня 1973 року.
Тіссеранів параметр щодо Юпітера — 3,675.